# Grodziec (Zagrodno)
Grodziec (deutsch: Gröditzberg) ist ein Dorf in der Landgemeinde Zagrodno im Powiat Złotoryjski der Woiwodschaft Niederschlesien in Polen.

## Geschichte
Im Zehntregister Liber fundationis episcopatus Vratislaviensis, das zur Zeit des Bischofs Heinrich von Würben in den Jahren 1295–1305 verfasst wurde, wird die Stadt in der lateinischen Form „Grodyz“ und „Groditz“ erwähnt. Im Jahr 1613 erwähnte der schlesische Regionalhistoriker Nicolaus Henel von Hennenfeld den Ort in seinem Werk über die Geographie Schlesiens mit dem Titel Silesiographia und gibt ihren lateinischen Namen mit „Gradecius mons castrum“.

## Sehenswürdigkeiten
- Die Gröditzburg wurde erstmals 1155 erwähnt. Von 1906 bis 1908 wurde die Anlage rekonstruiert und als Museum zugänglich gemacht mit etwa 700 Ausstellungsstücken. 1945 teilweise zerstört und später teilweise instand gesetzt.[1]

- Das Schloss Gröditzberg ist ein 1718 bis 1727 errichteter Barockbau. Er wurde 1803 klassizistisch verändert.
- Schlosspark mit einer Lindenallee.[2]
- Römisch-katholische Filialkirche mit dem Patrozinium Mariä Geburt (Kościół pw. Narodzenia Najświętszej Marii Panny) wurde im 13. Jahrhundert erstmals erwähnt. Nach Beschädigungen im Dreißigjährigen Krieg wurde sie 1684–1688 wieder aufgebaut. Das Taufbecken wurde 1759 geschaffen.[3]
- Bauernhofensemble aus dem Jahr 1799 mit Wohnhaus (erste Hälfte 19. Jahrhundert), Wohnhaus (1909), Wohn- und Stallgebäude (erste Hälfte 18. Jahrhundert), Wirtschaftsgebäude (zweite Hälfte 18. Jahrhunderts), ein Kuhstall (Wende 18./19. Jahrhundert), ein Kuhstall mit Scheune (Wende 18./19. Jahrhundert), eine Scheune (aus der Wende 18./19. Jahrhundert), die untere Scheune (1923), ein Transformator (1930), das Torgebäude (1799) sowie Zaun, und Mauer mit Tor (Wende 18./19. Jahrhundert).

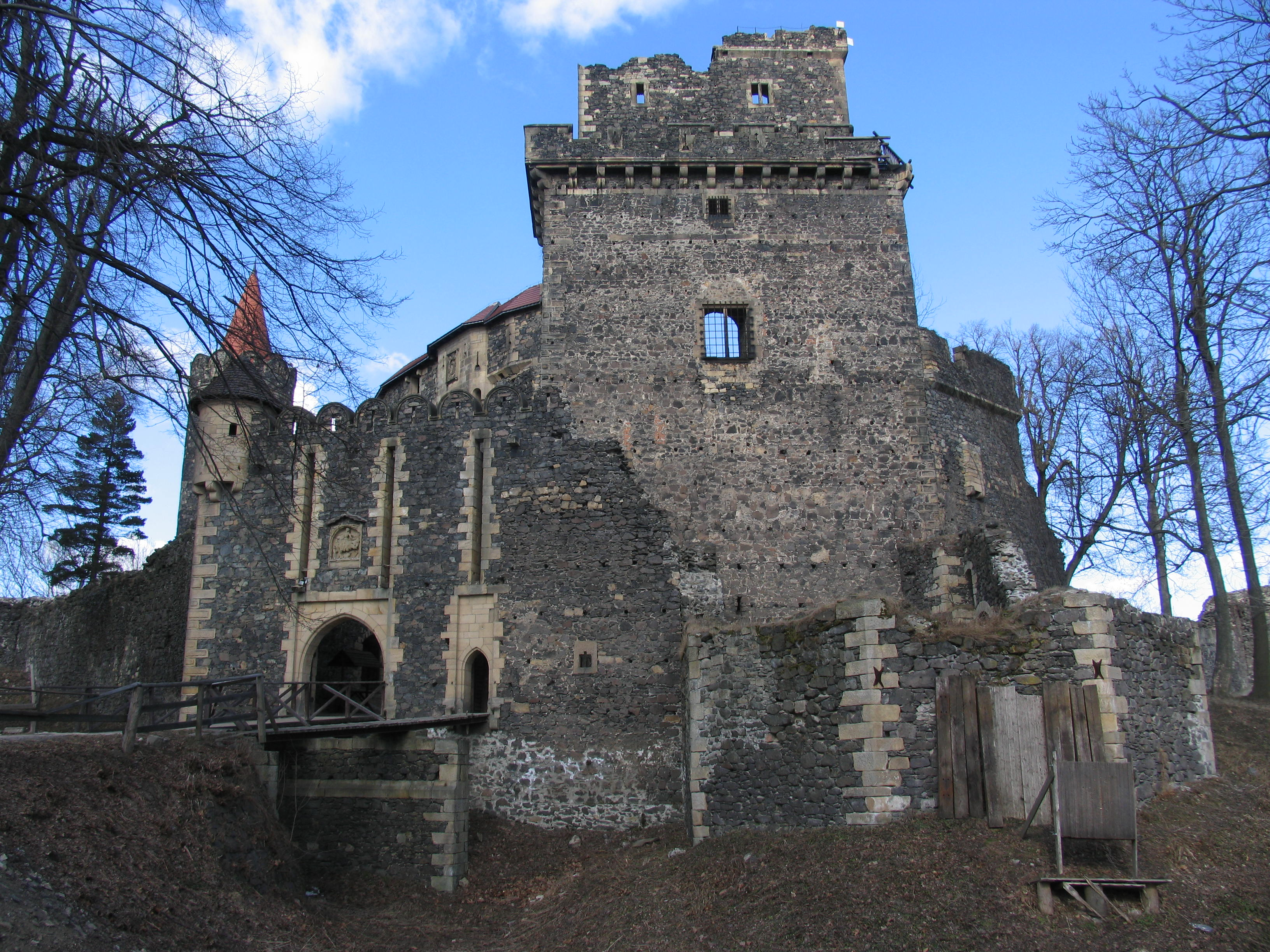
Gröditzburg
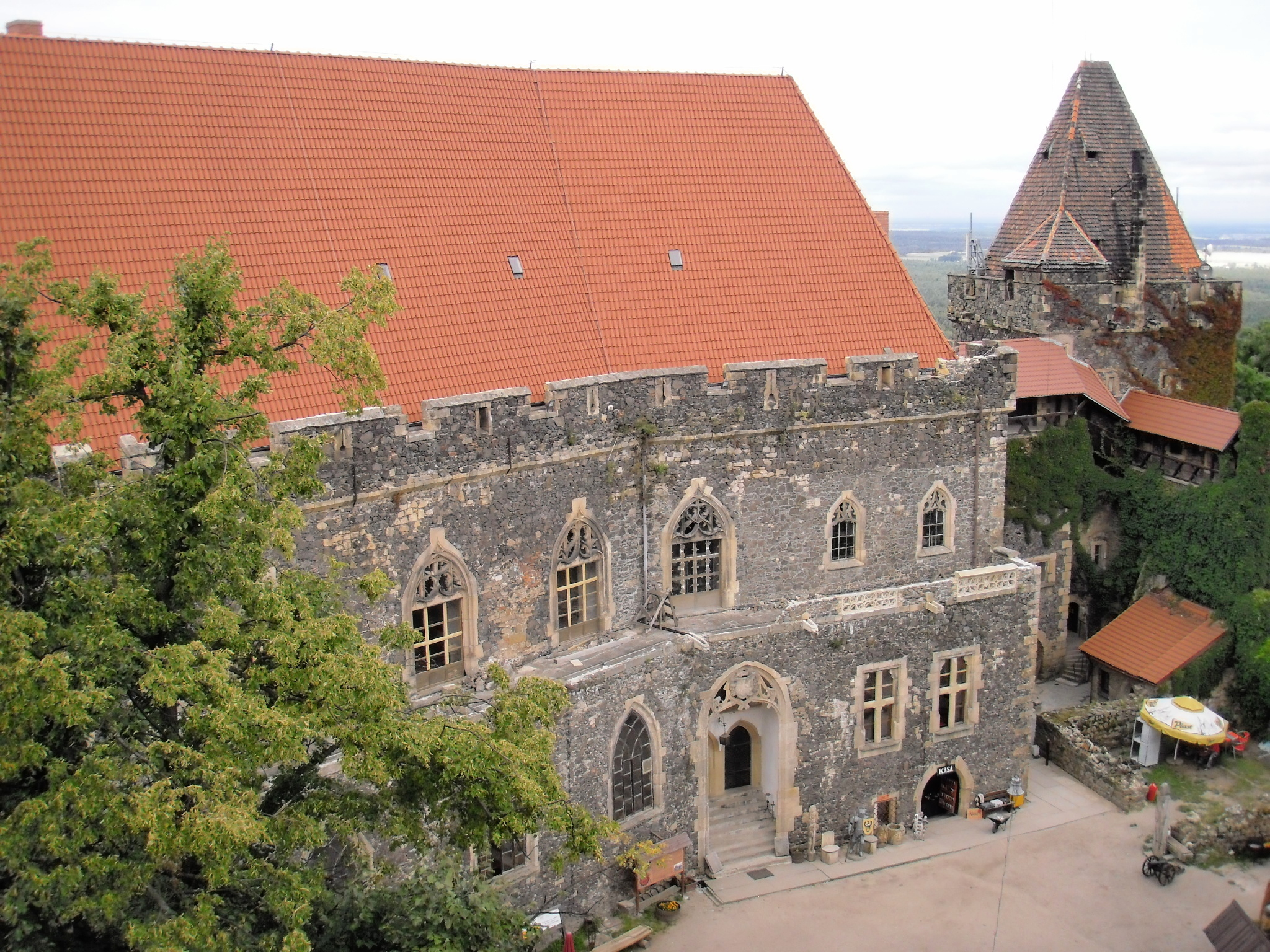
Gröditzburg
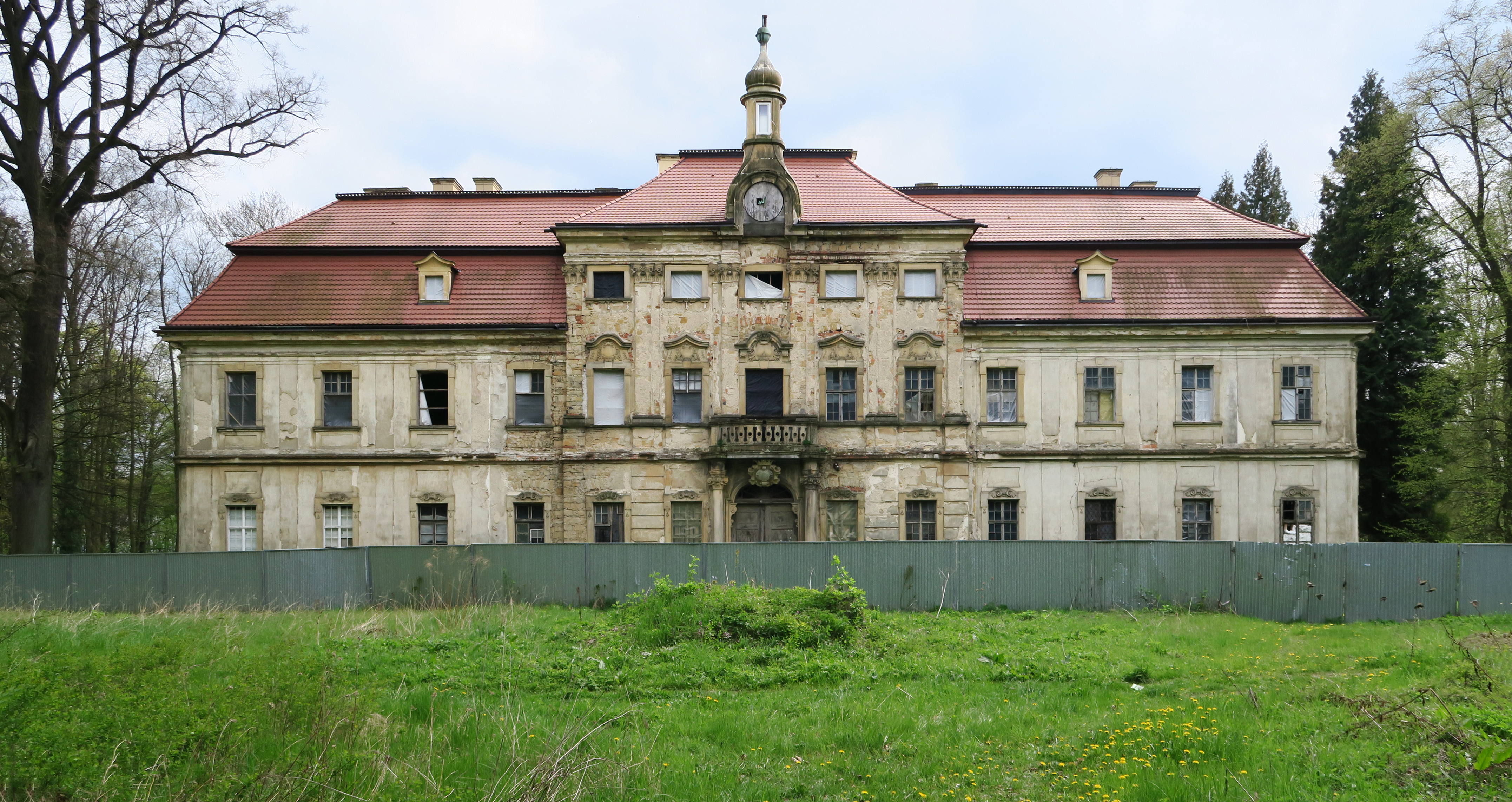
Schloss Gröditzberg
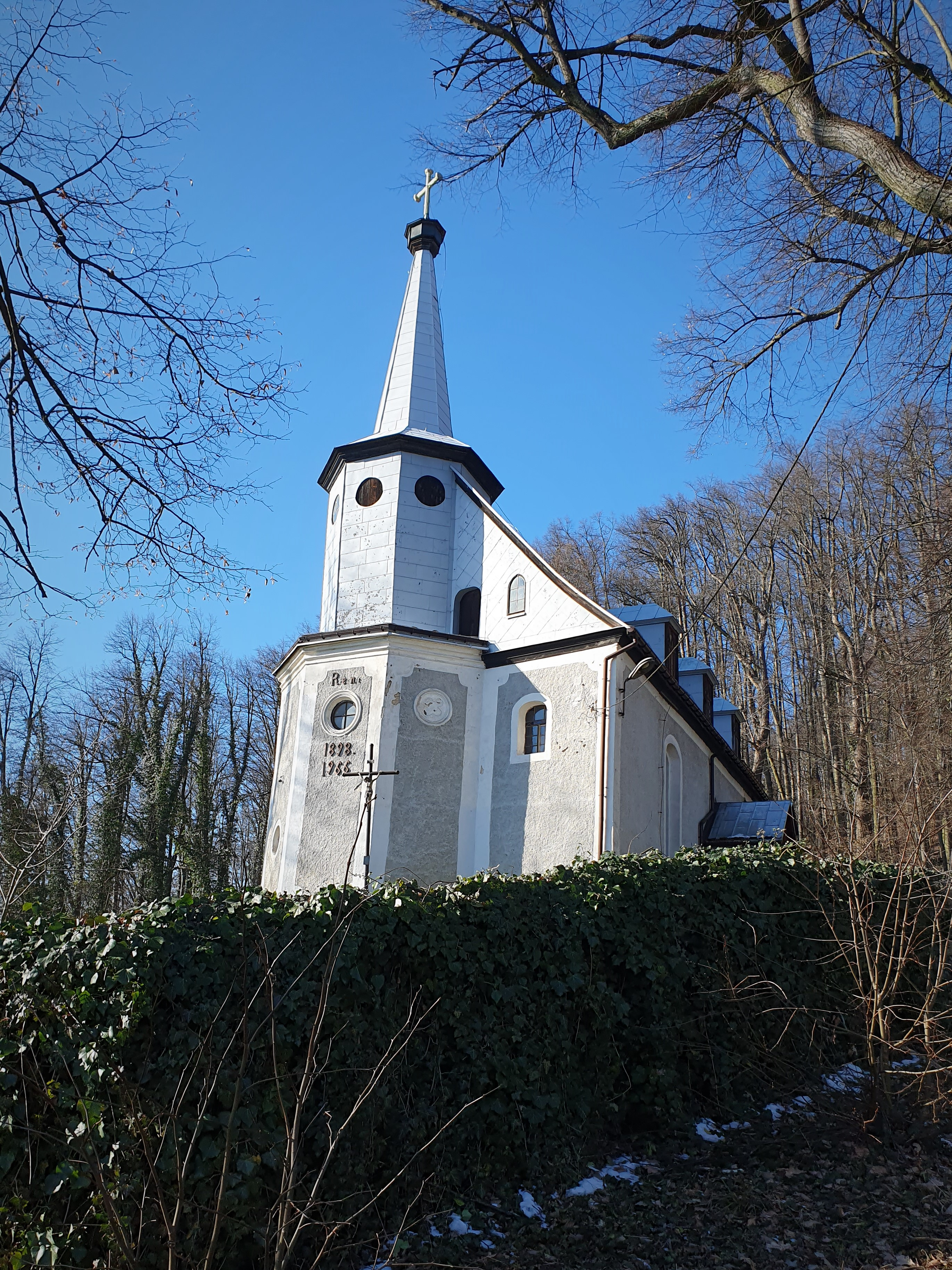
Kirche Mariä Geburt